# Lignana
Lignana (piemontesisch: Gnan-a) ist eine Gemeinde in der italienischen Provinz Vercelli (VC), Region Piemont.

## Lage und Einwohner
Lignano liegt 8 km südwestlich von Vercelli und hat 535 Einwohner (Stand 31. Dezember 2023). Die Nachbargemeinden sind Crova, Desana, Ronsecco, Salasco, Sali Vercellese und Vercelli.
Das Gemeindegebiet umfasst eine Fläche von 22 km².

## Einzelnachweis
1. ↑  Bilancio demografico e popolazione residente per sesso al 31 dicembre 2023. ISTAT. (Bevölkerungsstatistiken des Istituto Nazionale di Statistica, Stand 31. Dezember 2023).